# William Martin (oficial da Marinha Real)
William Martin foi uma persona inventada pela Inteligência Militar Britânica para a Operação Carne Moída, o plano de engano da Segunda Guerra Mundial que atraiu as forças alemãs para a Grécia antes da invasão aliada da Sicília. Também conhecido como "o homem que nunca foi", os dados pessoais de Martin foram criados para dar credibilidade ao esquema, que envolveu um corpo, vestido como um oficial britânico e carregando documentos secretos, para dar à costa da Espanha neutra, aparentemente a vítima de um acidente aéreo. Pretendia-se que esses documentos, contendo informações que sugeriam que um ataque aliado à Grécia estava planejado, caíssem nas mãos da inteligência alemã.
A identidade do corpo empregado como Major Martin foi mantida em segredo durante e após a guerra, e foi fonte de algumas especulações. O corpo foi identificado em 1996 como o de Glyndwr Michael, um sem-teto galês, e reconhecido como tal pela Comissão de Túmulos de Guerra da Commonwealth.
O objetivo da Operação Carne Moída era permitir que documentos relativos às operações aliadas no Mediterrâneo caíssem nas mãos da Inteligência Militar Alemã, para enganá-los quanto ao alvo da pretendida invasão do sul da Europa. Para convencer os alemães da veracidade dos documentos, decidiu-se que estariam no corpo de um oficial da Marinha, que também portaria documentos e objetos pessoais atestando sua identidade. Encontrar um cadáver utilizável tinha sido difícil, pois investigações indiscretas causavam conversa, e era impossível dizer aos parentes mais próximos de um morto para que o corpo era procurado. Um corpo adequado foi identificado e um esforço considerável foi feito para criar a persona de Martin: carteira de identidade e discos, cartas pessoais, uma fotografia de uma noiva, medalha de São Cristóvão, algumas contas e ingressos de teatro.
Em 30 de abril de 1943, o tenente Norman Jewell, capitão do submarino HMS Seraph, leu o Salmo 39, e o corpo de Martin foi gentilmente empurrado para o mar onde a maré, auxiliada pelo impulso das hélices do submarino, o traria para a costa de Huelva na costa atlântica espanhola.